# Johannes Jacobus Smith
Johannes Jacobus Smith (Anvers, 1867 - Oegstgeest, 1947), de vegades signant Joannes Jacobus Smith) va ser un botànic holandès. Entre els anys 1905 i 1924, visità les illes de les Índies Orientals Neerlandeses (especialment Java) recollint-hi espècimens de plantes i descrivint-ne i catalogant-ne la flora. La descripció de les flors de la meitat occidental de Nova Guinea (aleshores colònia neerlandesa) es basa en gran part en la seva obra; després de Rudolf Schlechter va ser l'autor més prolífic en la descripció de les orquídies de Nova Guinea. També estudià nombroses plantes d'altres famílies, com les ericàcies i les euforbiàcies.

## Biografia
J.J. Smith es va embarcar cap a Java l'any 1891, i a aquella colònia holandesa hi esdevingué conservador auxiliar dels Jardins Botànics de Buitenzorg (a Bogor, Buitenzorg en l'època). Va fer diverses expedicions naturalistes a les illes de Java, Cèlebes (Sulawesi en l'actualitat), Ambon i les Moluques. L'any 1905 va ser nomenat director assistent de l'herbari, i el 1913 esdevingué director dels Jardins Botànics, càrrec que retingué fins a la seva jubilació el 1924. De tornada a Holanda, s'establí a Utrecht, primer, i posteriorment a Oegstgeest, a la vora de Leiden. Continuà descrivint orquídies (com la Dendrochilum atjehense de Sunatra el 1943) fins a ben poc abans del seu traspàs, el 1947.
El 1910 rebé un doctorat honoris causa per la universitat d'Utrecht, i Rudolf Schlechter fixà el nom Cypripedium smithii en honor seu. En botànica se'l cita com a autoritat taxonòmica amb l'abreviatura J.J.Sm.

## Obres
J.J.Smith estudià i descrigué centenars d'espècies d'orquídies, entre elles: 
- Aerides reversum J.J.Sm. (1912)
- Bulbophyllum borneense (Schltr.) J.J.Sm. (1912)
- Bulbophyllum brunendijkii J.J.Sm. (1906).
- Bulbophyllum echinolabium J.J.Sm. (1934).
- Calanthe veratrifolia var. "dupliciloba" J.J.Sm. (1922)
- Calanthe veratrifolia var. "lancipetala" J.J.Sm. (1930)
- Cirrhopetalum biflorum (Teijsm. & Binn.) J.J.Sm. (1903)
- Coelogyne salmonicolor var. "virescentibus" J.J.Sm. ex Dakkus (1935)
- Paphiopedilum glaucophyllum J.J.Smith (1905)
- Phalaenopsis amboinensis J.J.Sm. (1911)
- Phalaenopsis denevei J.J.Sm. (1925)
- Phalaenopsis fimbriata J.J.Sm. (1921)
- Phalaenopsis fimbriata "var. sumatrana" J.J.Sm. (1932)
- Phalaenopsis pulcherrima J.J.Sm. (1933)
- i 67 espècies de Dendrochilum, comprenent:
  - Dendrobium acaciifolium J.J.Sm. (1917)
  - Dendrobium acanthophippiiflorum J.J.Sm. (1915)
  - Dendrobium agathodaemonis J.J.Sm. (1910)
  - Dendrobium asperifolium J.J.Sm. (1911)
  - Dendrobium atromarginatum J.J.Sm. (1929)
  - Dendrobium capitellatum J.J.Sm. (1906)
  - Dendrobium carstensziense J.J.Sm. (1929)
  - Dendrobium confusum J.J.Sm. (1911)
  - Dendrobium ephemerum J.J.Sm. (1917)
  - Dendrobium halmaheirense J.J.Sm.
  - Dendrobium lichenicola J.J.Sm. (1929)
  - Dendrobium papilioniferum J.J.Sm. (1905)
  - Dendrobium papilioniferum "var. ephemerum" J.J.Sm. (1905)
  - Dendrobium quadrialatum J.J.Sm. (1922)

Batejà diversos gèneres d'orquídies: 
- Abdominea J.J. Sm.1914.
- Ascocentrum Schlechter ex- J.J. Sm. 1914.

### Publicacions
(selecció de la seva obra taxonòmica)
- Der botanische Garten's Lands plantentuin zu Buitenzorg auf Java Leipzig, 1893
- Die Orchideen von Niederländisch-Neu-Guinea Leiden : Brill, 1903-1920 (reimpressió Essendon, Vic.: Australian Orchid Foundation, 1990)
- Die Orchideen von Ambon (1905) Batavia: Landsdrukkerij, 1905 (reedició Belle Fourche, Dakota del Sud, E.U.A.: Kessinger Pub Co, 2009 ISBN 9781120435538)
- Die Orchideen von Java Leiden, Buchhandlung und druckerei vormals E. J. Brill, 1905-14 (en 7 parts) (Die Orchideen Von Java V6 reedició Belle Fourche: Kessinger Pub Co, 2009 ISBN 9781120608383)
- Die Orchideen von Java Figuren - Atlas Leiden: E.J. Brill, 1908-1909
- Vorlaufige Beschreibungen neuer papuanischer Orchideen I, II Buitenzorg. 1908-1911
- S.H. Koorders i J.J.Smith. Ericacea - Gentianaceae - Corsiaceae - Polugalaceae Leiden, 1912
- S.H. Koorders, Theodoric Valeton i J.J. Smith Bijdrage no. 1 [-13] tot de kennis der boomsoorten op Java. Additamenta ad cognitionem Florae javanicae … Batavia & 's Gravenhage, G. Kolff, 1894-1914, 13 volums (J.J. Smith va ser autor únic del volum 12, i coautor del 13 amb T. Valeton)
- Geïllustreerde gids voor "'s Lands Plantentuin" te Buitenzorg Batavia: Departement van landbouw, nijverheid en handel, [ca 1915]
- Orchidaceae novae Malayenses Buitenzorg, 1808-1828 (Vol. VIII, 1917)
- J.J. Smith i cols. Lands Plantentuin Buitenzorg. Gedenkschrift ter gelegenheid van het honderdjarig bestaan op 18 mei 1917. Eerste gedeelte Buitenzorg, 1917
- Aanteekeningen over orchideeën [S.l.], 1920
- Wandelgids voor 's Lands plantentuin te Buitenzorg Buitenzorg, 1924
  - Guide to the Botanic gardens, Buitenzorg Buitenzorg: Department of agriculture. Printing office, [ca 1924]
- The Orchidaceae of Dr. W. Kaudern's expedition to Selebes [S.l.], 1926
- Edgar Irmscher, Hans Winkler, J.J. Smith Beiträge zur Kenntnis der Flora von Borneo Hamburg: Institut für allgemeine Botanik, 1927-1928
- Icones orchidacearum Malayensium Buitenzorg: 's Lands Plantentuin, 1930-1949
- Enumeration of the Orchidaceae of Sumatra and neighbouring islands Dahlem bei Berlin, 1933
- Neue Orchideen Papuasiens, article a Engler's Botanische Jahrbücher, 1934 (reimpressió Essendon: Australian Orchid Foundation, 1984)
- Beiträge zur Kenntnis der Saprophyten Javas. XII-XIV: Burmannia tuberosa "Becc.", article Leiden..., p. 102-138, amb 16 làmines.